# Dichiarazione della natura umana dell'imperatore
La cosiddetta Dichiarazione della natura umana dell'imperatore (人間宣言?, Ningen-sengen) è un controverso rescritto imperiale promulgato dall'imperatore del Giappone Hirohito, che era considerato non solo il capo assoluto del governo nazionale ma anche la guida spirituale ed etica della millenaria religione di Stato nipponica, come parte del discorso di capodanno del 1946, a seguito di un'interrogazione formale del comandante supremo delle forze alleate Douglas MacArthur. Sulla base di una delle interpretazioni, in questa dichiarazione l'imperatore avrebbe rigettato l'idea secondo la quale egli sarebbe l'incarnazione vivente di un dio. La dichiarazione rese possibile la promulgazione della Costituzione del Giappone, voluta dagli Alleati, secondo la quale l'imperatore è «il simbolo dello Stato e dell'unità del popolo».

## La dichiarazione
La dichiarazione non ha un titolo ma è conosciuta a livello popolare come Ningen-sengen, o "Dichiarazione di umanità". Viene anche chiamata "Rescritto imperiale sull'edificazione di un nuovo Giappone" (新日本建設に関する詔書?, Shin Nippon Kensetsu ni Kan suru Shōsho), o ancora come "Rescritto imperiale sulla rivitalizzazione nazionale" (年頭、国運振興の詔書?, Nentō, Kokuun Shinkō no Shōsho). Verso la fine del discorso imperiale c'è un passaggio che recita:

## Interpretazioni e controversie

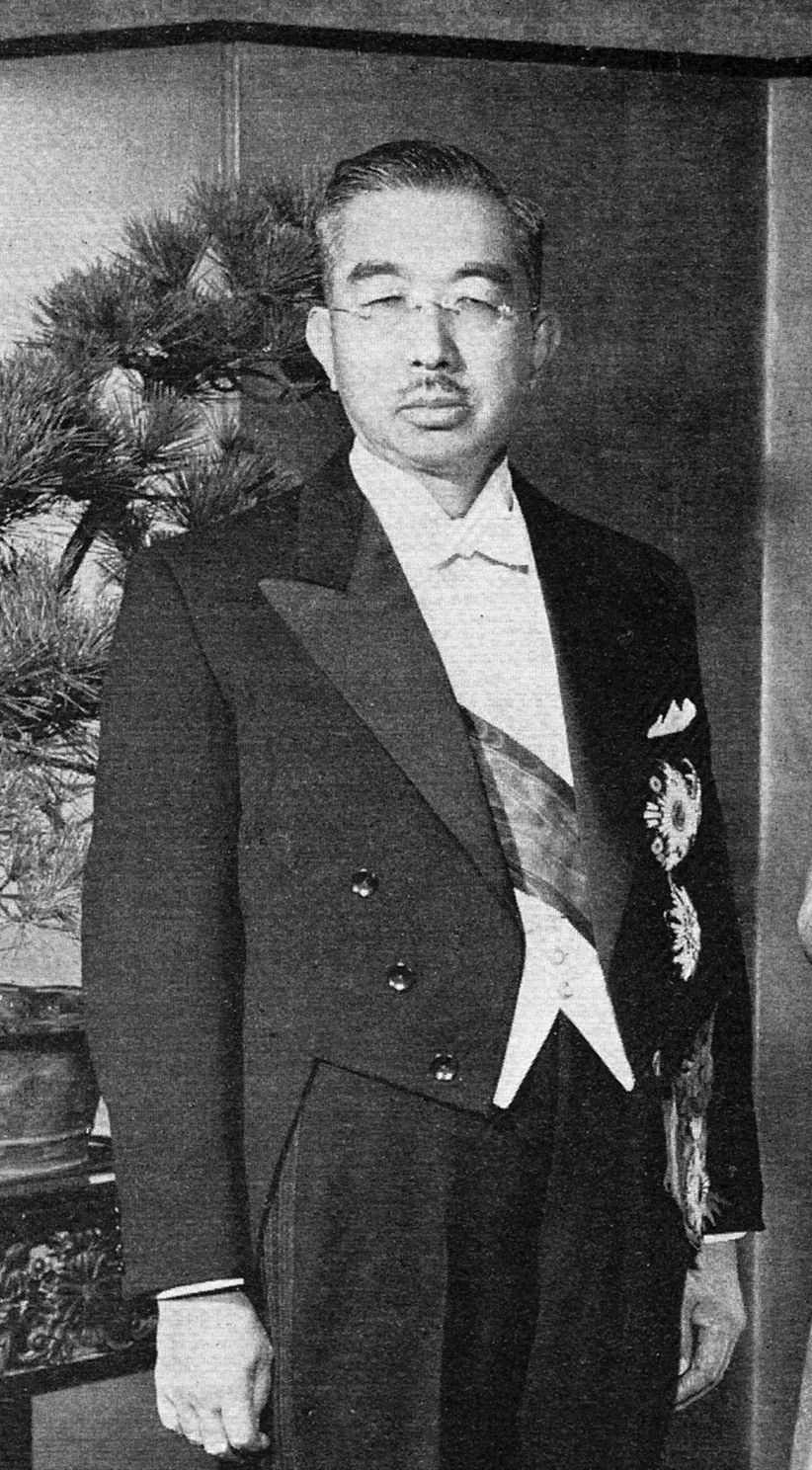
L'imperatore Hirohito del Giappone nel novembre 1956.

Secondo l'interpretazione delle forze di occupazione occidentali e del comandante supremo delle forze alleate, con questa dichiarazione l'imperatore Hirohito avrebbe rinunciato alla rivendicazione, antica di millenni, secondo la quale i sovrani giapponesi sarebbero diretti discendenti della dea del Sole Amaterasu e avrebbe ammesso pubblicamente di non essere un dio vivente.
Il generale Douglas MacArthur espresse il proprio compiacimento per questa dichiarazione dell'imperatore, che vedeva come un impegno a guidare il suo popolo verso la democratizzazione del Giappone. In realtà, pare che il testo della dichiarazione sia stato scritto dagli studiosi di cultura giapponese Reginald Horace Blyth e Harold Gould Henderson.
L'esatto significato del testo, che fu pubblicato in giapponese arcaico, fu però oggetto di dibattito ed ebbe varie interpretazioni. In particolare, nel passaggio della dichiarazione che fu tradotto ufficialmente come «falsa concezione secondo la quale l'imperatore sarebbe divino», venne utilizzato il termine inusuale akitsumigami (現御神?) invece della parola più comune arahitogami (現人神? lett. "dio vivente").
Benché akitsumigami venga spesso tradotto come "divino" o "divinità", alcuni studiosi occidentali (fra i quali John W. Dower e Herbert P. Bix) hanno fatto osservare che il suo reale significato è "kami manifesto" (o, più genericamente, "incarnazione di un dio"), e che quindi l'imperatore sarebbe ancora, secondo la dichiarazione, un arahitogami ("dio vivente"), anche se non un akitsumigami ("kami manifesto"). Jean Herbert spiega infatti che, secondo la tradizione giapponese, la figura dell'imperatore sarebbe «l'estensione nel tempo» della dea Amaterasu e degli imperatori precedenti, rappresentando un naka ima (中今? lett. "eterno presente"). Di conseguenza, sarebbe inammissibile negarne l'origine divina.
Hirohito stesso era convinto che l'imperatore fosse un dio discendente dagli dei. Nel dicembre 1945, infatti, riferì al vice gran ciambellano Michio Kinoshita: «È lecito ritenere falsa la concezione che i giapponesi discendano dagli dei, ma del tutto inammissibile giudicare fantasiosa l'idea che ne discenda l'imperatore».
Alcuni commentatori, fra i quali lo stesso Hirohito, osservarono come la negazione della divinità dell'imperatore non fosse il tema del testo. Quest'ultimo, infatti, esordisce citando integralmente il Giuramento dei cinque articoli (五箇条の御誓文?, Gokajō no Goseimon), reso all'intronizzazione dell'imperatore Meiji nel 1868, che fu alla base della modernizzazione del paese. L'intento della dichiarazione di Hirohito, quindi, sarebbe stato quello di affermare solennemente che il Giappone era una nazione democratica fin del periodo Meiji e che non veniva affatto "democratizzata" dall'occupazione militare statunitense.
Come chiarì in un'intervista del 23 agosto 1977, Hirohito desiderava che il popolo giapponese non perdesse il proprio orgoglio nazionale. Questa interpretazione è confermata dal fatto che la dichiarazione fu pubblicata con un commento del primo ministro Kijūrō Shidehara, il quale si focalizzava unicamente sull'esistenza della democrazia in Giappone fin dall'epoca Meiji, senza fare alcun riferimento a una possibile negazione della natura divina dell'imperatore.
Che l'ammissione della sconfitta fosse un'onta a stento sopportabile per la guida spirituale e politica del Giappone, con il potere assoluto di cui disponeva e la totale devozione dei suoi sudditi, lo si era capito fin dall'inizio del discorso che aveva letto con voce pacata per via radiofonica a tutta la nazione il 15 agosto 1945. Infatti, pur essendo stato costretto dai vincitori, fino alla morte Hirohito non rinunciò mai a quell'antica tradizione.
Nel dicembre 1945, ad una questione esplicita posta dalla Dieta del Giappone riguardante il fatto se l'imperatore fosse o no un dio, Hirohito rispose al Parlamento che l'imperatore non è un dio in senso occidentale (divinità creatrice o essere soprannaturale, quindi non con i poteri di un vero kami giapponese), ma lo è nel senso che ha nella cultura giapponese, poiché sta al più alto livello nel mondo.

Dopo aver reso la dichiarazione di natura umana ad agosto, Hirohito chiese inoltre il permesso alle forze occupanti statunitensi di poter venerare pubblicamente i suoi antenati e, una volta ottenutolo, venerò Amaterasu, il che implicava dunque che si considerasse di discendenza divina e che non abbia mai davvero rinunciato a vantare questa pretesa. Secondo l'orientalista Fosco Maraini, sarebbe scorretto dire che l'imperatore è un dio, tuttavia potrebbe essere paragonato in ambito shintoista ad una figura sacrale e politica, come in occidente erano i sovrani per diritto divino, l'imperatore romano o il pontefice cattolico regnante: 
(Fosco Maraini)